# André Campagne
André Campagne, né à Chartres le 3 septembre 1905 et mort le 31 mars 1996 à Limoges est un architecte français.

## Principales réalisations

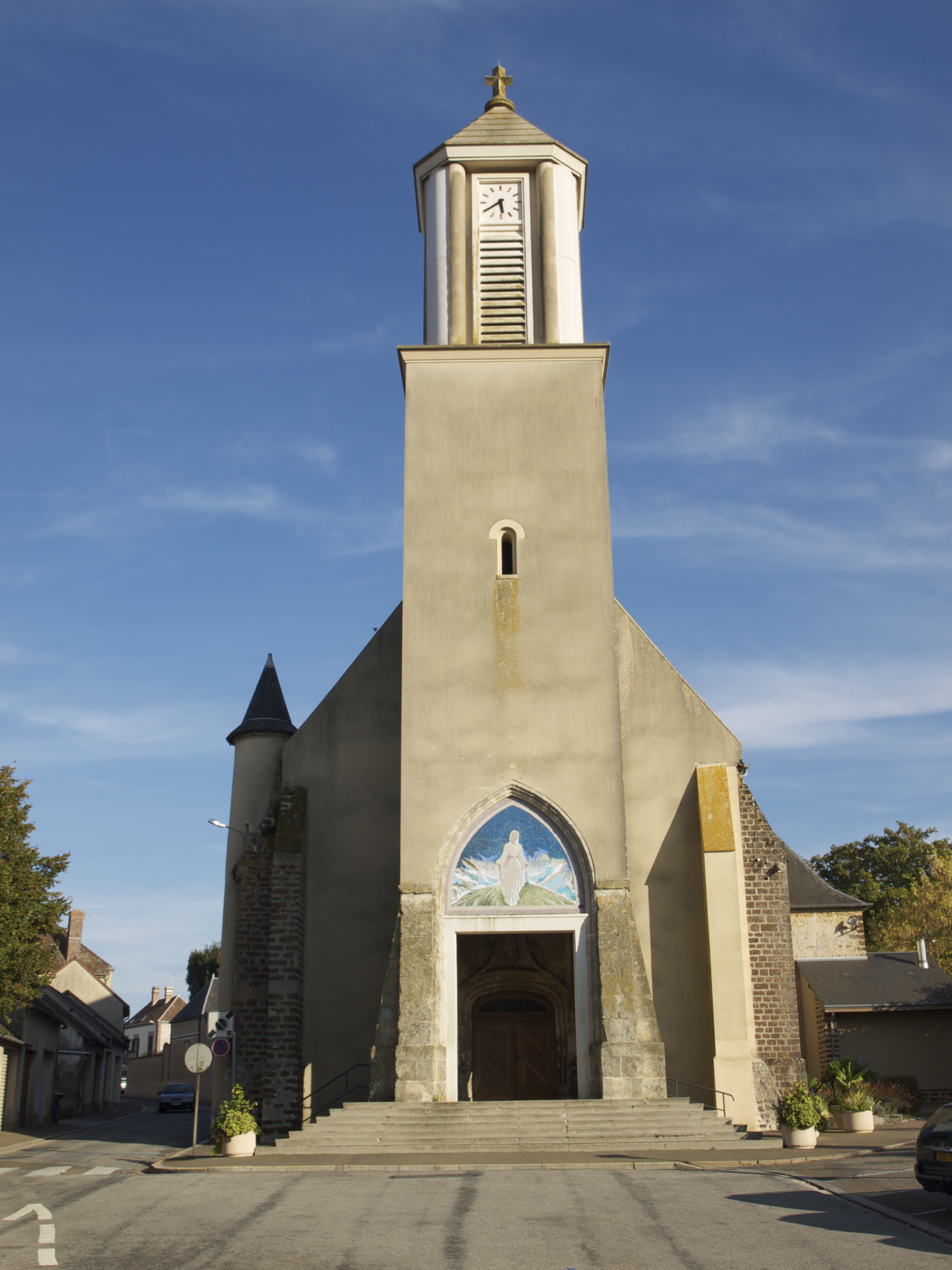
Église Notre-Dame-des-Fleurs, La Loupe.

- Reconstruction de l'église Notre-Dame-des-Fleurs de La Loupe (1929-1933)[3].
- Salle des fêtes de La Loupe, place Vauban (1931)[4].
- Nouveau bourg d'Ouradour-sur-Glane (1947-1953)[5].
- Usine de construction électrique Legrand de Limoges, avenue du Maréchal de Lattre-de-Tassigny, projet mené avec l'architecte Paul Villemain (1957-1962)[6].
- Usine de céramique de la Compagnie Générale du Sanitaire de Limoges, rue Stuart-Mill, (1966 ; 1968 ; 1973)[7].